# Inverness Castle
Inverness Castle (skotsk gælisk: Caisteal Inbhir Nis) er et slot, der ligger på en klippe med udsigt til Ness i Inverness, Skotland. Der har ligget en fæstning på stedet siden 1057, men den nuværende bygning stammer fra 1836, og det er en listed building i kategori A.